# The Rings of Akhaten
"The Rings of Akhaten" (intitulado "Os Anéis de Akhaten" no Brasil) é o sétimo episódio da sétima temporada da série de ficção científica britânica Doctor Who, transmitido originalmente através da BBC One em 6 de abril de 2013. Foi escrito por Neil Cross e dirigido por Farren Blackburn.
No episódio, o alienígena viajante do tempo conhecido como o Doutor (Matt Smith) leva sua nova acompanhante Clara Oswald (Jenna-Louise Coleman) para os Anéis de Akhaten, onde vários planetoides em um sistema de anéis estão orbitando um planeta maior. Eles comparecem a um festival religioso onde a jovem Rainha dos Anos, Merry Gejelh (Emilia Jones), está prestes a ser sacrificada ao parasita de Akhaten.
Cross foi convidado a escrever o episódio após o sucesso da produção de "Hide", um episódio posterior. "The Rings of Akhaten", como a primeira viagem de Clara a um mundo alienígena, pretendia mostrar as maravilhas do universo em vez do Doutor ter sua nova companheira presa em algum lugar menos glamoroso, uma tendência que foi observada na história do programa. O episódio também explora a história da personagem. Filmado inteiramente em estúdio no final de outubro de 2012, moldes pré-fabricados foram utilizados para os muitos alienígenas diferentes vistos na história para economizar dinheiro. Foi assistido por 7,45 milhões de espectadores no Reino Unido e recebeu uma recepção mista em relação à sua emoção e trama.

## Enredo

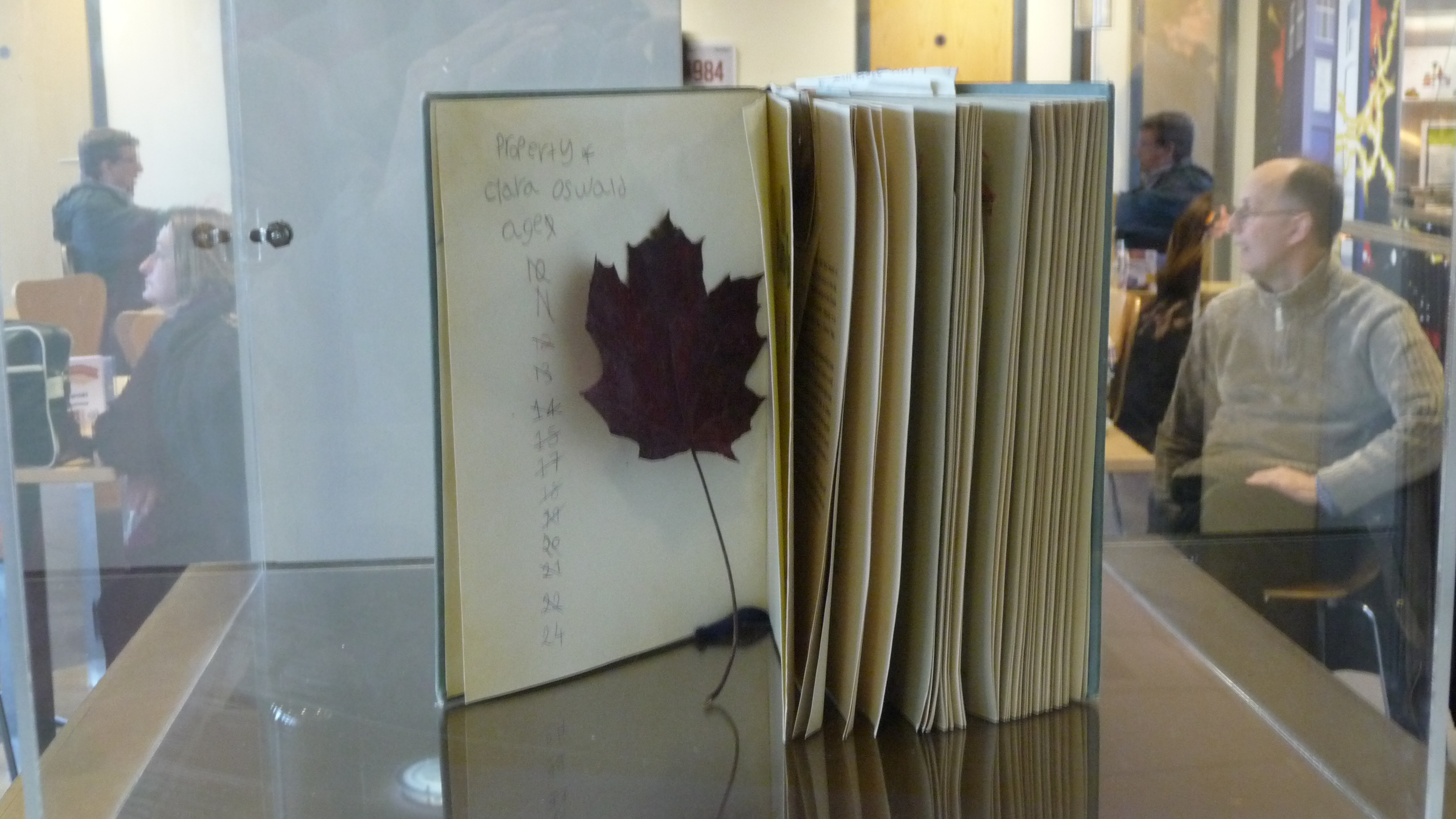
O livro de Clara, 101 lugares para ver, e a folha que soprou no rosto de seu pai, em exposição na Doctor Who Experience.

O Doutor, tendo visto Clara morrer duas vezes antes, decide aprender mais sobre sua nova companheira e viaja para o passado dela para observá-la. Ele descobre que seus pais se conheceram por um encontro casual causado por uma rajada de vento que soprou uma folha no rosto de seu pai e descobre que sua mãe morreu quando Clara era adolescente. De volta ao presente, ele a busca para levá-la os Anéis de Akhaten, onde eles observam uma série de planetoides em um sistema de anéis orbitando um planeta, com uma pirâmide brilhante em um deles. O Doutor leva Clara para um mercado alienígena onde a moeda são itens de valor sentimental. Clara então encontra uma garota chamada Merry Gejelh, a Rainha dos Anos. Merry diz que está se escondendo porque ela deveria cantar uma música em uma cerimônia e tem medo de errar. Clara a tranquiliza contando o que sua mãe disse uma vez e Merry vai para a cerimônia.
O Doutor e Clara comparecem ao evento, onde ele explica que desde que os Anéis começaram a gravitar naquele local, os habitantes cantam todos os anos uma canção para manter adormecido um deus enfurecido. Merry começa a cantar, acompanhada por um corista na pirâmide. Durante a canção, um raio de luz vinda de lá a envolve e puxa em sua direção para onde sua alma será sacrificada a Akhaten. O Doutor e Clara alugam uma motocicleta espacial que eles usam para ir até a pirâmide. O Doutor promete a Merry que ela não precisa se sacrificar e que ele vai parar Akhaten. Ele então deixa ela e Clara escaparem da pirâmide, mas o deus, que é na verdade uma criatura parasita do tamanho de um planeta, desperta.
Clara e Merry fogem de volta para a cerimônia e o Doutor enfrenta a criatura, percebendo que ela se alimenta de memórias, histórias e sentimentos. Ele tenta superalimentá-la oferecendo a soma total de suas memórias como um Senhor do Tempo; Merry também lidera os cidadãos em uma canção de esperança, confundindo Akhaten, que então desaparece. No entanto, as memórias dele não são suficientes para saciar a criatura e o deus reaparece. Clara retorna para ajudar, oferecendo a criatura a folha que voou no rosto de seu pai no dia em que conheceu sua mãe, que contém uma quantidade infinita de potencial incalculável que a mãe de Clara nunca viu porque ela morreu jovem. Akhaten implode em si mesmo e os Anéis são salvos.

### Continuidade
Em "The Bells of Saint John", o Doutor encontra uma folha preservada prensada entre as páginas do livro de Clara, 101 lugares para ver, que ela enigmaticamente se refere como a "primeira página". A cena de abertura em "The Rings of Akhaten" explica essa declaração, mostrando como um acidente envolvendo a folha levou ao primeiro encontro de seus pais. O Doutor menciona a Clara que ele havia visitado Akhaten há muito tempo com sua neta. Esta é uma referência a Susan Foreman, neta e companheira do Doutor que viajou com  sua primeira encarnação.

## Produção

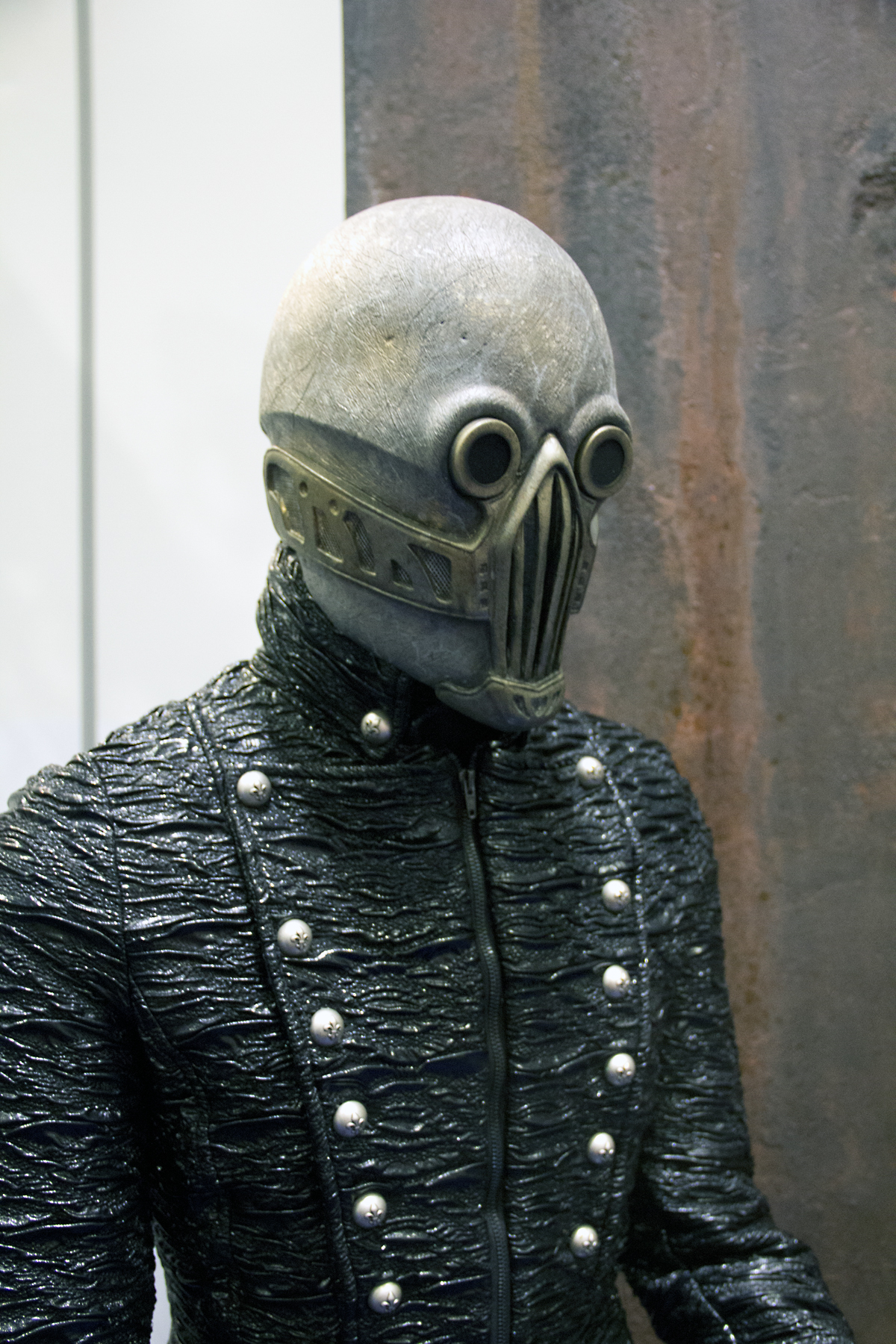
O Vigia, uma das criaturas vistas no episódio. Muitos dos alienígenas mostrados foram concebidos através de próteses